# Дагер, Дад
Дад Кристина Да́хер Пье́ри (исп. Dad Cristina Dáger Pieri; род. 12 августа 1967, Каракас, Венесуэла) — венесуэльская актриса.

## Биография
Дад Кристина Дахер Пиери посещала Oak Grove School, Ojai, Калифорния. Училась архитектуре в университете Хосе Мария Варгаса в 1995 году. Затем решила начать артистическую карьеру. Играет роли второго плана. Сотрудничала с компаниями RCTV Internacional Televisión и Telemundo, а также работала в театре.
Избранником актрисы стал тренер Алехандро Рибальта (исп. Alejandro Ribalta), разработавшим свою систему занятий. Вместе с супругом владеет тренажёрным залом. 21 января 2010 года актриса родила сына Матиаса Рибальта Дахера (исп.  Mathías Ribalta Dáger). Малыш весом 2,71 килограмма и ростом 55 см появился на свет в el Centro Médico Docente La Trinidad путём кесарева сечения. Из-за проблем со здоровьем (у актрисы диагностирован синдром Ашермана) ребёнок был зачат при помощи технологии «ЭКО.»

## Сериалы
| Год       |   | Русское название   | Оригинальное название  | Роль                                     |
| --------- | - | ------------------ | ---------------------- | ---------------------------------------- |
| 1992      | с |                    | Por estas calles       | Андраде                                  |
| 1993      | с |                    | De oro puro            | Ровенна                                  |
| 1994      | с |                    | Pura sangre            | Аурита Гильен                            |
| 1995      | с |                    | Ilusiones              | Роза Кордоба                             |
| 1996      | с | Незабываемая       | Inolvidable, La        | Асусена                                  |
| 1998      | с | Королева сердец    | Reina de corazones     | Каталина Монсальве                       |
| 1999      | с | Загадочная женщина | Mujer secreta          | Сесилия Валадарес де Эспиноса            |
| 2000      | с | Мои три сестры     | Mis tres hermanas      | Сильвия Эстрада                          |
| 2001      | с | Три судьбы         | Viva la Pepa!          | Якионасси Гуарамото                      |
| 2002      | с | Дороги любви       | Trapos intimos         | Соледад Андуэса де Лобо/ Мануэла Андуэса |
| 2004      | с |                    | Estrambotica Anastasia | Виолета Сильва                           |
| 2005      | с |                    | Amantes                | Леонора Ривера                           |
| 2007      | с |                    | Camaleona              | Кладиа Феррари/Октавия Феррари           |
| 2008      | с |                    | Isa TKM                | Эстела Руис                              |
| 2009      | с |                    | Libres como el viento  | Иванна Галван                            |
| 2012      | с | Опасные связи      | Relaciones peligrosas  | Клементина                               |
| 2013      | с |                    | Marido en alquiler     | Палома Рамос                             |
| 2014—2015 | с |                    | Tierra de reyes        | Миранда Лухан Сальдивар                  |

## Фильмы
| Год  |   | Русское название | Оригинальное название | Роль            |
| ---- | - | ---------------- | --------------------- | --------------- |
| 1998 | ф |                  | Cien Anos de Perdon   | Магали          |
| 2006 | ф |                  | Fray Martin de Porres | Хуана де Поррес |
| 2006 | ф |                  | El Don                | Вероника        |

## Премии
- Los Premios el Universo del Espectáculo 2008 как лучшей актрисе за роль злодейки (исп. Mejor Villana de Telenovelas) в сериале «Camaleona» (2008)[5].
- Номинация на Los Premios el Universo del Espectáculo 2012 в категории «Actriz venezolano con mayor proyección internacional» за роль «Клементины» в сериале «Опасные связи»[6].